# Stadion Miejski w Bijelo Polje
Stadion Miejski – wielofunkcyjny stadion w Bijelo Polje, w Czarnogórze. Obiekt może pomieścić 4000 widzów. Swoje spotkania rozgrywają na nim piłkarze klubu FK Jedinstvo Bijelo Polje.